# Robert Lynn Carroll
Robert 'Bob' Lynn Carroll (Kalamazoo, 5 mei 1938 - Westmount, 8 april 2020) was een Amerikaans-Canadese paleontoloog van gewervelde dieren, die gespecialiseerd was in amfibieën en reptielen uit het Paleozoïcum en Mesozoïcum.

## Biografie
Carroll was enig kind en groeide op op een boerderij in de buurt van Lansing. Kort na zijn vijfde verjaardag maakte hij door zijn vader kennis met paleontologie en tegen de tijd dat hij acht was, had hij besloten dat hij paleontoloog van gewervelde dieren wilde worden. In datzelfde jaar ontving hij als kerstcadeau een linkerdijbeen van Allosaurus, met dank aan Edwin H. Colbert, aan wie zijn vader had verteld over zijn interesse. In zijn tienerjaren namen zijn ouders hem mee op vele fossielenjachtexpedities naar Wyoming en South Dakota.
Na de middelbare school ging hij naar de Michigan State University, waar hij in 1959 een Bachelor of Science behaalde met als hoofdvak geologie. Van daaruit ging hij naar Harvard University waar hij biologie en paleontologie studeerde bij Alfred Sherwood Romer voor zijn Master of Arts (1961) en Ph.D. graad (1963); Carroll was de laatste leerling van Romer. Zijn proefschrift ging over wat nu bekend staat als de Dissorophoidea, een groep Paleozoïsche "amfibieën" die vaak worden beschouwd als de naaste verwanten van de huidige amfibieën, hoewel ze ook stam-tetrapoden kunnen zijn als er in plaats daarvan lissamfibieën zijn ontstaan vanuit de Lepospondyli.
Na het behalen van zijn doctoraat bekleedde Carroll een postdoctorale fellowship van de National Research Council (NRC) aan het Redpath Museum aan de McGill University in Montreal (1962-1963) en vervolgens een postdoctorale positie van de National Science Foundation (NSF) aan het Natural History Museum in Londen. Gedurende deze tijd bestudeerde hij tetrapoda-resten van een lycopode uit het Pennsylvanien in Joggins, Nova Scotia (een verscheidenheid aan Temnospondyli, microsauriërs en basale Amniota). Het meeste van dit materiaal werd verzameld en voor het eerst bestudeerd in de negentiende eeuw door Sir William Dawson, de eerste directeur van de McGill University.
Toen hij terugkeerde uit Londen, trad Carroll in 1964 toe tot de vaste staf van de McGill University als conservator geologie in het Redpath Museum en het jaar daarop werd hij conservator paleontologie van gewervelde dieren. Bij McGill was hij assistent-professor in de zoölogie van 1964 tot 1969, universitair hoofddocent biologie van 1969-1974, hoogleraar vanaf 1974 en werd in 1987 benoemd tot Strathcona Professor of Zoology. Van 1985 tot 1991 was hij directeur van het Redpath Museum. Hij was tot 2003 actief als hoogleraar, daarna als emeritus hoogleraar.

## Wetenschappelijk onderzoek
Carroll was een productie publicist en bestudeerde tal van belangrijke onderwerpen binnen de paleontologie en de evolutie van gewervelde dieren. Hij is vooral bekend om zijn werk over de oorsprong en vroege evolutie van amfibieën en reptielen en publiceerde uitgebreid over Lepospondyli, die variabel werden beschouwd als voorouders van amfibieën of vroege reptielen. In dezelfde geest publiceerde hij ook talrijke samenvattende artikelen waarin hij de evolutie van tetrapoden op het land onderzocht. Hij publiceerde ook over mariene reptielen.
Hij publiceerde ook een aantal boeken, waaronder Vertebrate Paleontology and Evolution (1988), dat een baanbrekend leerboek blijft, Patterns and Processes of Vertebrate Evolution (1997) en The Rise of Amphibians: 365 Million Years of Evolution (2009). Hij was co-auteur van het leerboek Paleontology (1998) en deels van het Handbook of Paleoherpetology on lepospondyls (1998). Hij gaf ook een deel uit van de serie Amphibian Biology over de evolutionaire geschiedenis van amfibieën (2000).
Carroll heeft bijgedragen aan het benoemen van een groot aantal nieuwe soorten, zoals hieronder beschreven:
| Jaar | Taxon                                                 | Auteurs                   |
| ---- | ----------------------------------------------------- | ------------------------- |
| 1964 | Broiliellus brevis sp. nov.                           | Carroll                   |
| 1964 | Brevidorsum profundum gen. et sp. nov.                | Carroll                   |
| 1964 | Diploseira angusta sp. nov. (as Dissorophus angustus) | Carroll                   |
| 1964 | Conjunctio multidens gen. et sp. nov.                 | Carroll                   |
| 1964 | Parioxys bolli sp. nov.                               | Carroll                   |
| 1967 | Adelospondylus watsoni gen. et sp. nov.               | Carroll                   |
| 1967 | Limnostygis relictus gen. et sp. nov.                 | Carroll                   |
| 1967 | Romeriscus periallus gen. et sp. nov.                 | Baird & Carroll           |
| 1969 | Paleothyris acadiana gen. et sp. nov.                 | Carroll                   |
| 1973 | Protocaptorhinus pricei gen. et sp. nov.              | Clark & Carroll           |
| 1973 | Romeria prima sp. nov.                                | Clark & Carroll           |
| 1977 | Kenyasaurus mariakaniensis gen. et sp. nov.           | Harris & Carroll          |
| 1978 | Cardiocephalus peabodyi sp. nov.                      | Carroll & Gaskill         |
| 1978 | Crinodon gen. nov.                                    | Carroll & Gaskill         |
| 1978 | Euryodus dalyae sp. nov.                              | Carroll & Gaskill         |
| 1978 | Llistrofus pricei gen. et sp. nov.                    | Carroll & Gaskill         |
| 1978 | Pelodosotis elongatus gen. et sp. nov.                | Carroll & Gaskill         |
| 1978 | Saxonerpeton gen. nov.                                | Carroll & Gaskill         |
| 1981 | Claudiosaurus germaini gen. et sp. nov.               | Carroll                   |
| 1982 | Lacertulus bipes gen. et sp. nov.                     | Carroll & Thompson        |
| 1990 | Quasicaecilia texensis gen. et sp. nov.               | Carroll                   |
| 1991 | Utaherpeton franklini gen. et sp. nov.                | Carroll, Bybee, & Tidwell |

Verschillende taxa zijn vernoemd naar Carroll, met inbegrip van de vis Mahengecharax carrolli, de microsauriërs Bolterpeton carrolli (nu een synoniem van het parareptiel Delorhynchus) en Carrolla craddocki en de captorhinida Opisthodontosaurus carrolli. In 2003 werd hij geëerd met een Festschrift.
Carroll werd bekroond met een groot aantal onderscheidingen, waaronder de Charles Schuchert Award van de Paleontological Society (1978), waarvan hij een van de eerste ontvangers was, de Elkanah Billings-medaille van de Geological Association of Canada (1991), de Willet G. Miller-medaille van de Royal Society of Canada (2001), waarvan hij in 1993 tot erelid werd benoemd, en de Romer-Simpson-medaille van de Society of Vertebrate Paleontology (2004), de meest prestigieuze eer van het genootschap en werd benoemd tot lid van de Order of Canada (2019). Carroll diende ook als voorzitter van de Society of Vertebrate Paleontology van 1982 tot 1983. De Canadian Society of Vertebrate Paleontology's Carroll Prize is vernoemd naar Carroll.
Carroll wordt vaak gezien als de vader van de Canadese paleontologie van gewervelde dieren, omdat veel hedendaagse Canadese paleontologen hun afgestudeerde opleiding tot hem kunnen herleiden. Carroll begeleidde talloze afgestudeerde studenten, van wie velen hun eigen succesvolle onderzoekslaboratoria gingen leiden, waaronder Jason Anderson (University of Calgary), Michael Caldwell (University of Alberta), Philip Currie (University of Alberta) en Robert Reisz (University of Calgary).

## Overlijden
Carroll overleed op 8 april 2020 op 81-jarige leeftijd in Westmount aan complicaties van COVID-19. Hij werd overleefd door Anna DiTuri, een gepensioneerde leraar bedrijfskunde, en zijn enige kind David en kleindochter Juliette.